# Probleem van Plateau
In de variatierekening, een deelgebied van de wiskunde, bestaat het probleem van Plateau eruit te laten zien dat er een minimaaloppervlak bestaat, dat wordt begrensd door een gesloten oppervlak in drie dimensies. Een dergelijk oppervlak kan experimenteel worden geconstrueerd door een gebogen metaaldraad in een zeepoplossing onder te dompelen. De over de draad gevormde zeepbel zal immers ten gevolge van de oppervlaktespanning een minimaaloppervlak aannemen.
Dit probleem werd naar de Belgische wis- en natuurkundige Joseph Plateau genoemd, die zich in de studie van zeepbellen heeft verdiept, maar was reeds door Joseph-Louis Lagrange in 1760 geformuleerd. Jesse Douglas en Tibor Radó vonden pas in 1930 onafhankelijk van elkaar algemene oplossingen voor het probleem.